# Resident Evil: Degeneration
Pour plus de détails, voir Fiche technique et Distribution.
Resident Evil: Degeneration (バイオハザード　ディジェネレーション, Biohazard: Degeneration) est un film d'animation d'horreur inspiré de la série de jeux vidéo Resident Evil sorti en France en DVD le 4 février 2009.
Le film se passe en 2005, soit chronologiquement un an après Resident Evil 4 et trois ans avant Resident Evil 5. Contrairement aux films Resident Evil tournés avec des acteurs, les faits cités dans Degeneration font partie de la chronologie de la série.

## Synopsis
Sept ans après Racoon City, alors que Claire Redfield est de passage dans l'aéroport d'Harvardville, cette dernière se retrouve piégée dans le carré VIP de l'aérogare, entourée d'infectés par le Virus-T. Elle parvient à se réfugier avec quelques survivants dans une pièce isolée, Leon S. Kennedy est envoyé avec deux agents du gouvernement, Angela Miller et Greg Glenn, afin de les sauver.

## Doublage

### Voix originales
- Paul Mercier : Leon S. Kennedy
- Alyson Court : Claire Redfield
- Laura Bailey : Angela Miller
- Roger Craig Smith : Curtis Miller
- Crispin Freeman : Frederic Downing
- Michelle Ruff : Rani Chawla
- Michael Sorich : Sénateur Ron Davis
- Salli Safiotti : Ingrid Hunnigan
- Mary Elizabeth McGlynn : Tante de Rani
- Steven Blum : Greg Glenn
- Michael McConnohie : PDG de WilPharma
- Kirk Thornton : le Président

### Voix françaises
- Mathieu Moreau : Leon S. Kennedy
- Maia Baran : Claire Redfield
- Elsa Erroyaux : Angela Miller
- Laurent Bonnet : Curtis Miller
- David Manet : Frederic Downing
- Coralie Vanderlinden : Rani Chawla
- Michel De Warzee : Sénateur Ron Davis
- Alexandra Corréa : Tante de Rani
- Martin Spinhayer : Greg Glenn

### Captures de mouvements
- R.C. Ormond : Leon S. Kennedy / Curtis
- Lori Rom : Claire Redfield
- Christy Hall : Angela Miller
- Derek Mears : Greg Glenn / G-Curtis
- Rick Marcus : Frederic Downing
- Mike Mahaffey : Sénateur Ron Davis
- Aliyah Aska Irby : Rani Chawla

## Promotion du film
La première bande-annonce a été dévoilée en 2008.